# ديفيد موريس (سياسي)
ديفيد موريس (بالإنجليزية: David Morris)‏ هو كاتب أغاني وسياسي بريطاني، ولد في 3 يناير 1966 في المملكة المتحدة. حزبياً، نشط في حزب المحافظين. في انتخابات المملكة المتحدة لعام 2010، انتخب عضو برلمان المملكة المتحدة الـ55 عن دائرة موركام ولونزديل وقد انضم خلال فترته النيابية ‏ (6 مايو 2010 – 30 مارس 2015) للكتلة البرلمانية حزب المحافظين وفي الانتخابات العامة في المملكة المتحدة 2015، انتخب عضو برلمان المملكة المتحدة الـ56 عن دائرة موركام ولونزديل وقد انضم خلال فترته النيابية ‏ (8 مايو 2015 – 3 مايو 2017) للكتلة البرلمانية حزب المحافظين وفي الانتخابات التشريعية البريطانية 2017، انتخب عضو برلمان المملكة المتحدة الـ57 عن دائرة موركام ولونزديل وقد انضم خلال فترته النيابية ‏ (8 يونيو 2017 – ) للكتلة البرلمانية حزب المحافظين.

## وصلات خارجية
- الموقع الرسمي